# Afrochthonius ceylonicus
Afrochthonius ceylonicus är en spindeldjursart som beskrevs av Beier 1973. Afrochthonius ceylonicus ingår i släktet Afrochthonius och familjen käkklokrypare. Inga underarter finns listade i Catalogue of Life.